# Marcel Niedergang
Marcel Niedergang (Evian, 14 de septiembre de 1922 - Neuilly-sur-Seine, 28 de diciembre de 2001) fue un periodista y escritor francés.
Trabajó en publicaciones como Reforme, Le Monde, France Soir. Uno de sus campos de investigación fue Latinoamérica. Escribió libros como Tempestad en el Congo (Tempête sur le Congo, 1960),
 Las veinte América latinas (Les Vingt Amériques latines, 1962)  o La revolución de Santo Domingo (La Révolution de St. Domingue, 1966).